# Herbert Belter
Herbert Belter (né le 21 décembre 1929 à Greifswald, mort le 28 avril 1951 à Moscou) est un opposant au régime de la RDA.

## Biographie
Il suit sa scolarité de 1936 à 1945 à Rostock. Sa poursuite est compromise par l'après-guerre. Il suit de 1946 à 1948 une formation d'employé à l'école de commerce de Rostock puis dans travaille dans l'administration du port. Il suit des cours du soir et obtient son abitur en 1949. Il intègre l'université de Leipzig et étudie les sciences économiques et sociales.
Il voit alors la répression politique et la mise au pas des institutions. Bien qu'il soit averti lors de la dernière grande vague d'arrestations contre les étudiants ayant un esprit démocratique en 1948 avec l'arrestation du leader Wolfgang Natonek, Belter décide de continuer dans l'opposition. Il réunit en 1950 un groupe autour de lui pour diffuser des informations du RIAS et des tracts de contre-propagande au sein de l'université.
Durant la première "élection" pour la Chambre du peuple, le groupe diffuse le 5 octobre 1950 à Leipzig des tracts appelant à se soulever pour des élections libres. Sur le chemin du retour, Herbert Belter est arrêté. Une perquisition de la police retrouve des tracts, des écrits et des informations d'origine occidentale.
La police remet Belter et les neuf membres de son groupe au KGB. Ils sont amenés à Moscou. Le 20 janvier 1951 se tient un procès à huis clos. Belter reconnaît les charges qui lui sont reprochés : « J'ai agi illégalement, parce que je n'étais pas satisfait de la situation à l'Université de Leipzig. Nous n'avions aucune liberté de conscience, ni liberté d'expression, ni liberté de la presse. » Belter est condamné à mort en tant que leader, les autres membres à 25 ans de travaux forcés. Il est fusillé dans le secret le 28 avril 1951.
Son corps n'est pas remis à ses parents, mais incinéré au crématorium du cimetière Donskoï et les cendres jetées dans une fosse commune.
Le procès et la méthode d'exécution ne sont connus dans les détails qu'en 1990 après la fin du régime soviétique et l'ouverture des archives judiciaires. La justice russe décide de la réhabilitation.

## Source, notes et références
1. ↑  "Ich habe mich illegal betätigt" Universitätsjournal 7/99, Universität Leipzig

- (de) Cet article est partiellement ou en totalité issu de l’article de Wikipédia en allemand intitulé « Herbert Belter » (voir la liste des auteurs).
- Jörg Rudolph, Frank Drauschke, Alexander Sachse; Hingerichtet in Moskau : Opfer des Stalinismus aus Sachsen 1950-1953; Leipzig 2007;  (ISBN 978-3-374-02450-6)
- Jens Blecher, Gerald Wiemers (Hrsg.); Studentischer Widerstand an den mitteldeutschen Universitäten 1945 bis 1955; Leipziger Universitäts Verlag 2005